# Max Zaslofsky
Max Zaslofsky (ur. 7 grudnia 1925 w Nowym Jorku, zm. 15 października 1985) – amerykański koszykarz występujący na pozycji rzucającego obrońcy, po zakończeniu kariery zawodniczej – trener koszykarski.

## Życiorys
Zaslofsky uczył się w Thomas Jefferson High School na Brooklynie. Był Żydem.
W wieku 21 lat podczas gry w Chicago Stags został wybrany do I składu NBA w sezonie 1946/1947. Przez prawie 60 lat był najmłodszym graczem, który tego dokonał. W 2006 LeBron James pobił jego rekord. W sezonie 1947/1948 był liderem w tabeli strzelców. W wieku 22 lat i 121 dni był najmłodszym koszykarzem, który tego dokonał, zanim Kevin Durant pokonał ten rekord.
Po rozwiązaniu Chicago Stags Zaslofsky dołączył do New York Knicks. W 1956 zakończył karierę na 3 miejscu w tabeli strzelców wszech czasów za George’em Mikanem i Joem Fulksem. Został wybrany do All-NBA Team w sezonach 1947/1948, 1948/1949 i 1949/1950. Zagrał również w meczu gwiazd NBA, w 1952.
Uczestnik meczu gwiazd Legend NBA (1964).
Po zakończeniu kariery przez dwa sezony trenował w lidze ABA drużyny New Jersey Americans/New York Nets.